# Balsam Lake (wieś)
Balsam Lake – wieś w Stanach Zjednoczonych, w stanie Wisconsin, w hrabstwie Polk.